# Kaza (rappeur)
Pour les articles homonymes, voir Kaza.
 (septembre 2024).
La mise en forme du texte ne suit pas les recommandations de Wikipédia : il faut le « wikifier ».
Les points d'amélioration suivants sont les cas les plus fréquents :
- Les titres sont pré-formatés par le logiciel. Ils ne sont ni en capitales, ni en gras.
- Le texte ne doit pas être écrit en capitales (les noms de famille non plus), ni en gras, ni en italique, ni en « petit »…
- Le gras n'est utilisé que pour surligner le titre de l'article dans l'introduction, une seule fois.
- L'italique est rarement utilisé : mots en langue étrangère, titres d'œuvres, noms de bateaux, etc.
- Les citations ne sont pas en italique mais en corps de texte normal. Elles sont entourées par des guillemets français : « et ».
- Les listes à puces sont à éviter, des paragraphes rédigés étant largement préférés. Les tableaux sont à réserver à la présentation de données structurées (résultats, etc.).
- Les appels de note de bas de page (petits chiffres en exposant, introduits par l'outil «  Source ») sont à placer entre la fin de phrase et le point final[comme ça].
- Les liens internes (vers d'autres articles de Wikipédia) sont à choisir avec parcimonie. Créez des liens vers des articles approfondissant le sujet. Les termes génériques sans rapport avec le sujet sont à éviter, ainsi que les répétitions de liens vers un même terme.
- Les liens externes sont à placer uniquement dans une section « Liens externes », à la fin de l'article. Ces liens sont à choisir avec parcimonie suivant les règles définies. Si un lien sert de source à l'article, son insertion dans le texte est à faire par les notes de bas de page.
- La présentation des références doit suivre les conventions bibliographiques. Il est recommandé d'utiliser les modèles {{Ouvrage}}, {{Chapitre}}, {{Article}}, {{Lien web}} et/ou {{Bibliographie}}. Le mode d'édition visuel peut mettre en forme automatiquement les références.
- Insérer une infobox (cadre d'informations à droite) n'est pas obligatoire pour parachever la mise en page.

Pour une aide détaillée, merci de consulter Aide:Wikification.
Si vous pensez que ces points ont été résolus, vous pouvez retirer ce bandeau et améliorer la mise en forme d'un autre article.
Anthony Kazadi, plus connu sous le nom de Kaza, est un rappeur et chanteur français, né le 21 décembre 2000 à Fontenay-sous-Bois en Île-de-France. 

## Carrière
Après avoir commencé sa carrière dans le basket-ball, il s'est tourné vers le rap avec sa série HRTBRK[Quoi ?] de 2018, qui a connu un succès notable dans les charts dès ses débuts. Il a signé chez Elektra France et était proche de Gambi et a déclaré qu'il était grandement influencé par le groupe XV Barbar. 
Sa série de freestyles a donné lieu à un premier album studio Heartbreak Life le 6 mars 2020, atteignant le top 10 du palmarès des albums français, suivi d'une édition deluxe le 23 octobre 2020 intitulée Heartbreak Life: Winter Edition. Il sort son deuxième album TOXIC le 30 avril 2021. Après une grande pose, le rappeur de Fontenay-sous-Bois sort son troisième album intitulé Heartbreak Life 2 est sorti le 12 janvier 2024[réf. nécessaire].

## Discographie

### Albums
| Année | Titre            | Meilleurs positions | Meilleurs positions            | Meilleurs positions | Certification |
| Année | Titre            | FR <br />           | BEL <br /> (Washington) <br /> | SWI <br />          | Certification |
| ----- | ---------------- | ------------------- | ------------------------------ | ------------------- | ------------- |
| 2020  | La vie brisée    | 9                   | 20                             | 26                  |               |
| 2021  | Toxique          | 5                   | 21                             | 20                  |               |
| 2024  | La vie brisée II | 7                   | 64                             | —                   |               |

### Simple
| Année | Title                      | Meilleurs positions | Meilleurs positions | Album              |
| Année | Title                      | FRA                 | BEL (Wa)            | Album              |
| ----- | -------------------------- | ------------------- | ------------------- | ------------------ |
| 2019  | "Pour un jeu" (feat. Leto) | 27                  | –                   | -                  |
| 2019  | "Combien"                  | 64                  | –                   | HEARTBREAK LIFE    |
| 2020  | "3-5-7"                    | 52                  | –                   | HEARTBREAK LIFE    |
| 2020  | "Dans tes yeux"            | 44                  | 39 (Ultratip*)      | HEARTBREAK LIFE    |
| 2020  | "Pare-balles"              | 40                  | –                   | HEARTBREAK LIFE    |
| 2021  | "Certifié toxic"           | 64                  | –                   | TOXIC              |
| 2021  | "Bandida"                  | 104                 | –                   | TOXIC              |
| 2021  | "Elle avait les mots"      | 93                  | –                   | -                  |
| 2022  | "Sincère"                  | 97                  | –                   | TOXIC              |
| 2023  | "HRTBRK #6"                | 14                  | –                   | -                  |
| 2023  | "Douleur"                  | 183                 | –                   | -                  |
| 2023  | "Luva"                     | 138                 | –                   | HEARTBREAK LIFE II |
| 2023  | "HRTBRK #7"                | 63                  | –                   | HEARTBREAK LIFE II |

### Autres chansons
| Année | Titre                          | Meilleurs positions | Album                          |
| Année | Titre                          | FRA                 | Album                          |
| ----- | ------------------------------ | ------------------- | ------------------------------ |
| 2019  | "HRTBRK #2"                    | 70                  | HEARTBREAK LIFE                |
| 2019  | "HRTBRK #3"                    | 53                  | -                              |
| 2020  | "HRTBRK #4"                    | 70                  | HEARTBREAK LIFE                |
| 2020  | "Béni" (feat. Maes)            | 53                  | HEARTBREAK LIFE                |
| 2020  | "La vie de rêve" (feat. Timal) | 86                  | HEARTBREAK LIFE                |
| 2020  | "Idiot"                        | 109                 | HEARTBREAK LIFE                |
| 2020  | "Copa"                         | 156                 | HEARTBREAK LIFE                |
| 2020  | "Rolling Stone"                | 157                 | HEARTBREAK LIFE                |
| 2020  | "Lafayette"                    | 166                 | HEARTBREAK LIFE                |
| 2020  | "Calibré"                      | 174                 | HEARTBREAK LIFE                |
| 2020  | "La Bibi"                      | 197                 | HEARTBREAK LIFE                |
| 2020  | "J'aimerais tellement"         | 43                  | HEARTBREAK LIFE                |
| 2020  | "Bebecita"                     | 137                 | HEARTBREAK LIFE                |
| 2021  | "N26" (feat. Maes)             | 91                  | TOXIC                          |
| 2021  | "Number" (feat. Dinos)         | 105                 | TOXIC                          |
| 2021  | "HRTBRK #5"                    | 114                 | TOXIC                          |
| 2021  | "100 Carats"                   | 143                 | TOXIC                          |
| 2021  | "Elle veut" (feat. Sasso)      | 21                  | Enfant de la Rue Vol.2 (Sasso) |
| 2024  | "CALMANT" (feat. Naza)         | 124                 | HERATBREAK LIFE II             |
| 2024  | "DOUBLE JEU" (feat. Franglish) | 160                 | HERATBREAK LIFE II             |